# Joseph Chailley
Joseph Chailley Bert, född 4 mars 1854 i Saint-Florentin och död 9 november 1928 i Paris, var en fransk nationalekonom och kolonialpolitiker.
Chailley tillhörde deputeradekammaren och gjorde sig där bemärkt som expert på kolonialfrågor. Han var en av utgivarna för Nouveau dictionnaire d'économie politique (3 band, 1892-97) och har dessutom utgett Lois sociales tillsammans med A. Fontaine och Dix années de politique coloniale (1902). Bland hans övriga verk märks L´Inde Brittanique (1910).